# Hana Bauerová
Hana Bauerová (5. února 1931 Praha – 18. května 2022) byla česká herečka, členka souboru Jihočeského divadla v Českých Budějovicích a nositelka Ceny Thálie za celoživotní mistrovství.

## Život a kariéra
Narodila se 5. února 1931 v Praze. Již v útlém dětství hrála dětské role v Národním divadle, později též jako posluchačka Akademie múzických umění. Zde studovala pod vedením Karla Högra, Vlasty Fabiánové či Jiřího Frejky. Krátce působila také v pražském Realistickém divadle. Po absolvování ji v roce 1951 angažoval Rudolf Kulhánek do činoherního souboru Jihočeského divadla. Zde strávila celý svůj profesní život a mezi lety 1953 a 2008 vytvořila téměř 160 rolí. Poslední divadelní úlohou byla máti ve hře Martina McDonagha Mrzák inishmaanský v režii Martina Glasera (premiéra 2005).
Objevila se také v několika filmech: v dramatu Jiřího Weisse podle románu Antonína Zápotockého Vstanou noví bojovníci (1950), v letní komedii Srpnová neděle Otakara Vávry (1960), v hudebním televizním filmu Miluška a její zvířátka (1977), v koprodukční pohádce Zdeňka Zelenky Čarovné dědictví (1985) či psychologickém snímku Zdeňka Flídra Tichý společník (1988). Jednalo se však vesměs o menší úlohy. Zaskočila také za zraněnou herečku v epizodní roli seriálu Dobrodružství kriminalistiky (1989) a účinkovala v životopisné minisérii Největší z Pierotů (1990).
Jejím manželem se stal herec Josef Bulík († 2012). Herecká asociace oznámila, že Hana Bauerová zemřela v noci z 18. na 19. května 2022.

## Ocenění
- Cena Thálie 2020 za celoživotní mistrovství v činohře[6]